# Port de Copenhague
Le port de Copenhague (en danois : Københavns Havn), est le plus grand port du Danemark, et l'un des plus grands de la mer Baltique avec un trafic de marchandises de 18,3 millions de tonnes et 192 000 EVP en 2007.

## Histoire
Copenhague est un port négrier de taille modeste d'où 13 expéditions sont parties rejoindre les colonies danoises des Antilles, en passant par leurs forts de traite en Afrique pour s'approvisionner en esclaves.

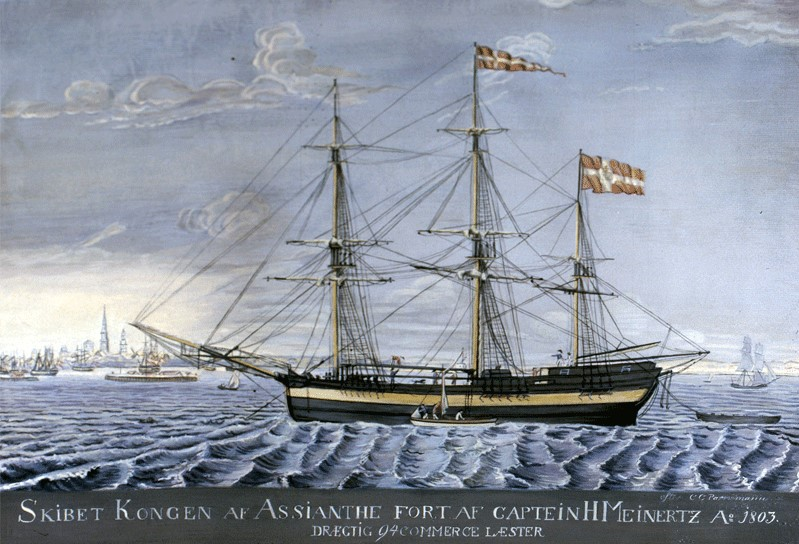
Le Kongen af Assianthe, navire négrier danois, dans le port de Copenhague en 1803.